# Johanniterkommende Lichtenau

Karte des Herzogtum Brieg um 1739, mit den damaligen Weichbilden und den Ortschaften. Der Ort Lichten ist in der Karte auf der Höhe der Einmündung der Glatzer Neiße mit einer Mühle vermerkt.

Die Johanniterkommende Lichtenau war eine Niederlassung des Johanniter-/Malteserordens in Lichtenau (auch Lichten) im schlesischen Herzogtum Brieg 1342 kaufte der böhmische Großprior Gallus von Lemberg (tschechisch Havel z Lemberka) den Ort Radmeritz, das spätere Lichten(au). Um 1357 ist das Ordenshaus durch die Nennung eines Kommendators als Kommende belegt. Im 15. Jahrhundert wurde sie zusammen mit der Kommende Brieg an einen Kommendator vergeben. Letztmals urkundlich erwähnt wurde die Kommende bzw. ein Kommendator von Lichtenau im Jahre 1520; sie wurde vermutlich während der Reformation in den 1530er Jahren vom protestantischen Herzog Georg II. von Brieg zusammen mit der Kommende Brieg eingezogen.

## Lage
Der Ort Lichtenau ist heute ein landwirtschaftliches Gut (Zawadno) im Dreieck der Ortschaften Kopanie (Koppen, im Norden an der Oder), Różyna (Rosenthal, in der Südwestecke) und Wronów (Frohnau, in der Südostecke). Nach der historischen Karte des Principatus Bregensis von 1736 lag der Ort Lichtenau an einem von Süden kommenden Bach kurz vor der Mündung in eine abgeschnittene Flussschlinge der Oder. Der heutige Flusslauf der Glatzer Neiße mündet weiter westlich in die Oder als Anfang des 18. Jahrhunderts. Von den Kommendegebäuden und dem Dorf hat sich nichts erhalten. Die Gebäude des heutigen Guts sind neueren Datums.

## Geschichte
Die Geschichte dieser Kommende des Johanniterordens ist schlecht dokumentiert. Am 29. Januar 1342 erwarb der böhmische Großprior Gallus von Lemberg, der sich damals gerade in der Klein-Oels aufhielt, den Ort Radmeritz (auch Radimirowitz), das spätere Lichten(au). Um 1357 ist die Erhebung zur Kommende durch die Nennung eines Kommendators belegt. Nach Feyfar soll die Kommende Lichtenau 1355 weitere Erwerbungen gemacht haben; urkundliche Belege gibt er aber nicht an. In der Organisationshierarchie des Johanniterordens gehörte die Johanniterkommende Lichtenau zum Großpriorat Böhmen der Deutschen Zunge.
Lichtenau gehörte zum Zeitpunkt des Erwerbs bzw. der Erhebung zur Kommende zum Herzogtum Brieg, das damals von Herzog Boleslaw III. († 1352) bzw. nach dessen Tod von seiner Witwe Katharina Šubić regiert wurde. Diese übergab 1356 die Regentschaft an ihre Stiefsöhne Ludwig I. und Wenzel I. Das halbe Herzogtum Ohlau und das halbe Herzogtum Brieg mussten die beiden Brüder aus Geldmangel dem Schweidnitzer Herzog Bolko II. verpfänden; diese Gebiete kamen nach Bolkos II. Tod 1368 wieder an Ludwig I., sodass das Herzogtum Brieg ab 1368 wieder vereinigt war.
1370 traten die Johanniter des Großpriorats Böhmen unter der damaligen Leitung von Jesko Johann von Zwierzetitz aus dem Adelsgeschlecht der Wartenberg einige Straßen und Plätze in Brieg an das in Brieg neu zu gründende Hedwigstift ab. Dazu gaben auch die Kommendatoren Henslo von Zittau, Cunczko von Brieg, Symowith von Klein-Oels, Jesko von Groß Tinz, Benuschius von Lichtenau, Semdy von Striegau und Petrus von Goldberg ihr Einverständnis.
1378 erhielt der böhmische Großprior Semovit Herzog von Teschen von seinem Neffen Ludwig von Brieg und Ohlau die Erlaubnis auf alten Äckern der Kommende Oels ein neues Dorf anzulegen, das frei von allen herzoglichen Lasten sein sollte. Im Gegenzug trat er dem Herzog 23 Zinshufen, 2 Teile einer Freihufe, 2 Teile einer halben Zinshufen, 2 Teile der Scholtisei, 2 Teile des Kirchenpatronats, 2 Teile des Kretscham, 2 Teile von 11½ Gärten in Konradswaldau bei Brieg mit allem Zubehör zur Stiftung der Kirche und des Kollegiatsstifts in Brieg. Zeugen dieser Transaktion waren die Kommendatoren Swidigerus de Hugewicz von Lichtenau, Weitko de Zoravia in Leobschütz, Wenceslaus in Troppau, Nicolas Stengil in Brieg, Joannes de Ratibor in Oels, Andreas in Tinz, Joannes Otzkonis in Breslau, Jessko Poduske in Striegau, Joannes Hupchin in Reichenbach, Franciscus in Glatz, Petris in Newis in Goldberg und Joannes Schonhals in Löwenberg.
Am 1. Juni 1382 bestätigte der böhmische Großprior Herzog Semovit von Teschen ein etwas merkwürdiges Gütergeschäft unter zwei schlesischen Kommenden. Der Brieger Kommendator Nyclos Stengil kaufte vom Lichtenauer Kommendator Sweydiger von Haugwitz das Vorwerk zu Lossen und dazu eine Wiese, genannt die Rosenwiese, die bei Lossen in einem Walde lag. Damit erwarb sich der Brieger Kommendator Nyclos Stengil (und die folgenden Kommendatoren) das Recht, Bauholz aus dem Wald bei Lichtenau zu hauen, aber nur im Waldstück diesseits der Oder. Der Bauer des Vorwerks in Lossen genoss weiterhin die Freiheiten, die das Vorwerk von der Kommende Lichtenau her genoss. Es sollte auch weiterhin formal zur Kommende Lichtenau gehören. Herzog Boleslaw III. hatte 1342 dem Großprior von Böhmen Hasco (?) gestattet, das Vorwerk Lossen nach Deutschem Recht aufzubauen.
Am 2. Februar 1392 bestätigten die Kommendatoren Johannes Otzkonis von Breslau, damals auch Statthalter des Großpriors von Böhmen in Schlesien, und Johannes Saxo von Klein-Oels, dass die Schulzen von Zindel, Bankau, Jauer, Klosdorf, Berzdorf, Tempelfeld und Frauenhain bekundet hätten, dass die Obrigkeiten der genannten Dörfer mit Zustimmung der Kommendatoren Knecht von Haugwitz von Lichtenau und Mathias Panewitz von Klein-Oels vor Zeiten einen Zins von fünf Mark um 40 Mark an den Presbyter Nicolaus, damals Bürger von Brieg verkauft hätten. Der Presbyter Nicolaus sei dann später Domherr in Brieg geworden und habe die fünf Mark Zins dem Stiftskapitel vermacht. Das Kapitel habe diesen Zins mit Zustimmung des Großpriors Semovit dann gegen einen anderen Zins in Höhe von vier Mark getauscht. Aus der Urkunde geht nicht hervor, wann dieses Geschäft getätigt worden ist. Als Anhaltspunkt für die unbestimmte Angabe vor Zeiten ist bekannt, dass Mathias Panewitz 1357 Kommendator in Klein-Oels war, sodass Knecht von Haugwitz wohl auch um dieselbe Zeit Kommendator in Lichtenau war. Knecht von Haugwitz war 1359 Nachfolger des Mathias von Panewitz als Kommendator von Klein-Oels.
Nach Mathias Maria Feyfar soll sich der damalige Breslauer Fürstbischof Jost II. von Rosenberg, der zugleich Großprior des Malteserordens war, 1464 vergeblich bemüht haben, um die von den „Herzögen Heinrich und Johann von Schlesien entzogene Kommende Lichtenau“ wieder zu gewinnen. Leider gibt Feyfar auch hier keinen Beleg für diese Aussage; auch die beiden Herzöge lassen sich für diese Zeit nicht identifizieren. Daher ist es fraglich, ob diese angebliche Entziehung der Kommende Lichtenau überhaupt stattfand. Wenn diese Entziehung tatsächlich passiert sein sollte, muss es den Johannitern aber später doch gelungen sein, die Kommende Lichtenau wieder zu erlangen, denn 1482 war Hans Hund Kommendator von Brieg und Lichtenau. Am 12. Januar 1520 bewilligte Herzog Georg II. von Brieg den Schenkhandwerkern, nämlich den Schlossern, Schwertfegern, Sattlern, Tischlern, Riemern, Hutmachern, Tischlern und Drechslern die Bildung einer Zeche, um nicht mehr wie bisher sich wegen ihrer Gebrechen nach Breslau wenden zu müssen. Zeuge bei dieser herzoglichen Bewilligung war der Kommendator von Lichtenau Christ Jawernik. Dies ist gleichzeitig auch der letzte Nachweis dieser Kommende.
Vermutlich wurde der Besitz der Kommende zusammen mit der Kommende Brieg vor 1546 durch Herzog Friedrich II. eingezogen. 1546 schrieb er in einem Brief an Martin Luther, dass er die Kommende (zeitlich unbestimmt) eingezogen hat. Dorothee von Velsen geht schon von 1534 aus. Der Johanniterorden prozessierte gegen diese Enteignung. Am 20. Januar 1573 verglich sich Herzog Georg II. von Brieg mit dem Johanniterorden wegen der Kommende Brieg; er bezahlte 3500 Taler (gerechnet zu 34 Weißgroschen) in bar an den Johanniterorden. Die Bestätigung des Vergleichs durch den böhmischen Landesherrn Kaiser Maximilian II. erfolgte am 26. September 1573. 
Lichten sank zu einem Vorwerk herab. Im Jahr 1830 beschreibt Johann Georg Knie Lichten als Vorwerk bei Lossen, zum Kreis Brieg gehörig.

## Kommendatoren
| Amtszeit                               | Kommendator                                   | Sonstige Ämter und Anmerkungen |
| -------------------------------------- | --------------------------------------------- | --- |
| um 1357 (unbestimmt)                   | Knecht von Haugwitz († 1364)                  | Kommendator in Lichtenau 1357 bis 1359 Kommendator in Klein-Oels, der zusammen mit Knecht von Haugwitz genannte Kommendator Mathias von Panewitz war bis 1357 Kommendator in Klein-Oels, 1359 bis 1364 Kommendator von Groß Tinz |
| 21. Dezember 1370 bis 14. Februar 1371 | Benuschius                                    | Kommendator zu Lichtenau |
| 1382                                   | Sweydiger/Swidigerus de Hugewicz/von Haugwitz | Kommendator in Lichtenau |
| 1392                                   | Heinrich von Neuhaus                          | Kommendator in Lichtenau, 1397 bis 1400 Kommendator in Strakonitz, 1401 bis 1420 Großprior von Böhmen |
| 1482                                   | Hans Hund                                     | Kommendator von Brieg und Lichtenau |
| 1520                                   | Christ Jawernik                               | Kommendator in Lichtenau |